# Irodalmi Kincstár
Az Irodalmi Kincstár egy 19. század közepén megjelent magyar szépirodalmi könyvsorozat volt. A 12 részes sorozat egyes kötetei 1860 és 1869 között jelentek meg Pesten Heckenast Gusztáv kiadásában és a következők voltak:
- 1. köt. Népdalok. Petőfi Sándor arczképével. (192 l.) 1869. 2. kiad. (192 l.) 1874.
- 2. köt. Románczok. Vörösmarty arczképével. (232 l.) 1860.
- 3–4. köt. Magyar balladák könyve. 2. köt. Arany János arczképével. (192, 192 l.) 1861. 2. kiad. (192, 192 l.) 1874.
- 5–6. köt. Külföldi lant. Magyar költők műfordításai külföldi remekírókból. 2 köt. (228, 206 l.) 1862.
- 7. köt. Emlékkönyv. A legjelesebb magyar költők mondatai. (170 l.) 1862.
- 8. köt. Epigrammák. (205 l.) 1862.
- 9–10. köt. Szerelem dalnokai. 2. köt. (216, 206 l.) 1863.
- 11–12. köt. Életiskola. Gyöngymondatok, aranyigazságok a bel- és külföldi írók munkáiból. 2. köt. (192, 208 l.) 1864.